# Iglesia de Santa María de Goó

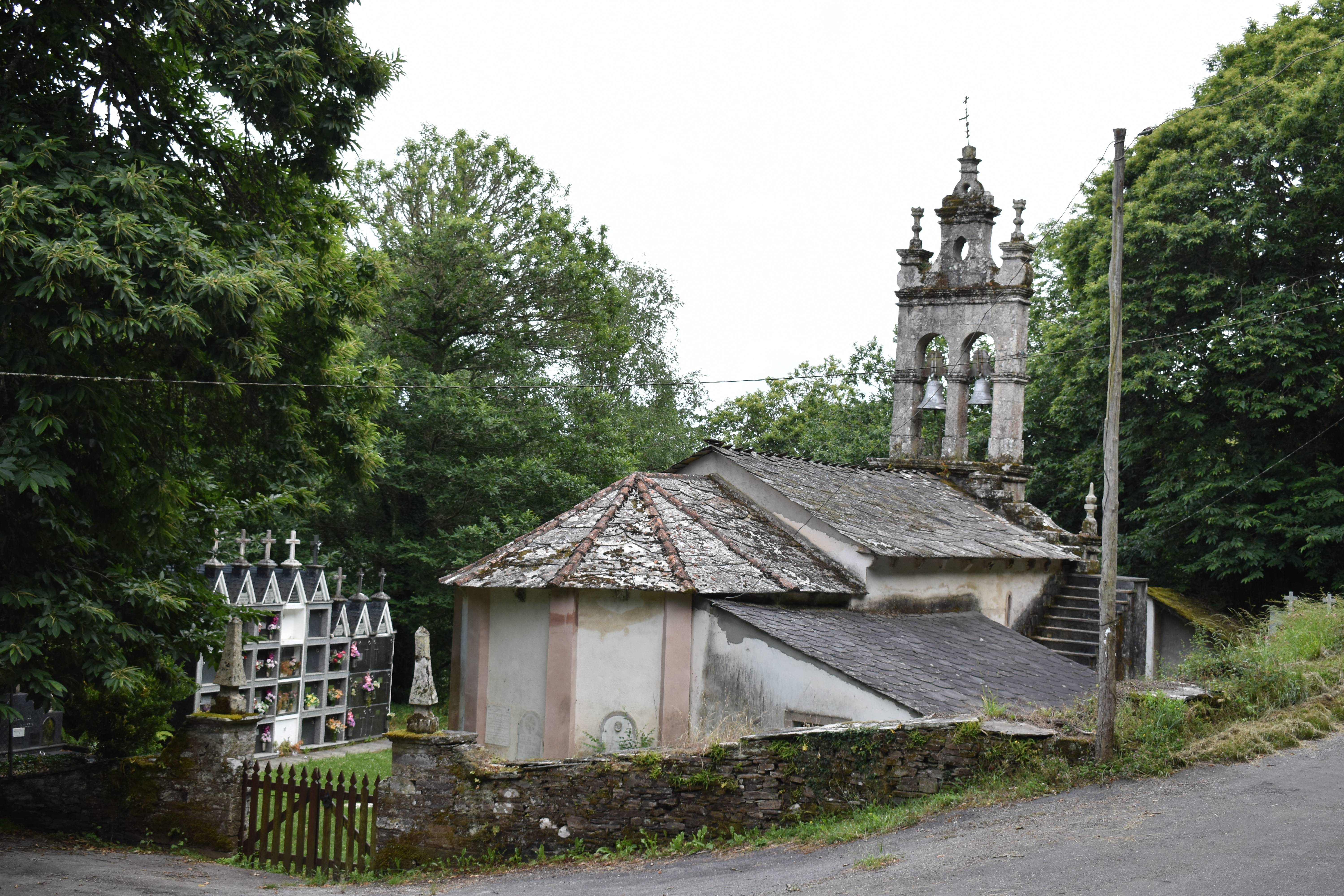
Iglesia de Santa María de Goó, adyacente a la carretera que lleva a Vilasouto y Rubián.

La Iglesia de Santa María de Goó es la iglesia parroquial de Goó (Incio). Mantiene en buen estado la fábrica original románico tardío, excepto en la parte delantera, la entrada principal y la antigua torre del campanario, reconstruido a mediados del siglo XVIII.

## Arquitectura
El templo es de planta rectangular, con muros de lajas de pizarra y rematado con una carrera y ménsulas cornisa bisel. A ambos lados hay caminos ventanas que terminan en el interior del arco con derrame. Se puede admirar el arco de triunfo que parte de un suave pilastras y termina en un arco de medio punto, mientras que en el otro lado ábside exterior se ve reforzada por seis contrafuertes erigido a lo largo de su perímetro. La sacristía es muy posterior al templo y es un mero pegote mismo.
La pobreza de los materiales empleados y una ausencia casi total de motivos decorativos chocan espectacularmente con la riqueza artística y ornamental de sus retablos.
En el interior, encontramos el retablo que ocupa todo el fondo del ábside, que se ajusta por completo. Consta de cinco nichos separados entre ellos seis columnas salomónicas. Caracteriza un estilo rococó, y probablemente fue tallada en el siglo XVIII temprano. Se trata de un santuario interesante con un portiño que tiene una representación del Agnus Dei y anxelotes.
El lado izquierdo retablo, al igual que la mayoría, se llevó a cabo en la segunda mitad del siglo XVIII, pero con una decoración más austera. En la parte inferior de este retablo es una serie de pequeñas escenas de la Pasión de Jesús.
- Datos: Q15121633
- Multimedia: Church of Santa María de Goó / Q15121633